# 古市胤栄
古市 胤栄（ふるいち いんえい）は、室町時代中期から戦国時代にかけての僧・武将。大和興福寺の衆徒。父は古市胤仙。弟に澄胤。

## 生涯
享徳2年（1453年）に父・胤仙が没したため、跡を継いだ。康正元年（1455年）9月、筒井氏の没落に伴い、豊田氏・小泉氏・鷹山奥氏・秋篠尾崎氏とともに官符衆徒棟梁に任命され、元服前の胤栄の代官に一族の山村胤慶が就いた。寛正6年（1465年）8月に出家（元服）して胤栄と改名、翌文正元年（1466年）5月に斯波義廉から所領を与えられ、主従関係を結んだとみられる。大和は畠山氏のお家騒動で2分され、国人は畠山義就と畠山政長それぞれを支持して争っており、胤栄は越智家栄と共に義就を支持し、応仁の乱が起こった応仁元年（1467年）6月に上洛、政長派の筒井順永・箸尾為国・十市遠清らと戦った。また、一族・家臣に対する統制を強化して、文正元年（1466年）には不和となった山村胤慶を追放し（半年後赦免）、文明2年（1470年）には騒乱を起こした被官2名を処刑、一族を含めた30名を追放した。処分された者の中には山村氏のように興福寺内では古市氏と同格の、官符衆徒になりうる家の者が含まれていたが、公的機関である興福寺がそれに異議を挟むことはできなかった。領地は6万石であった。文明7年（1475年）5月の春日社頭の戦いで敗れたのを機に、同年に弟・澄胤に家督を譲った。これは、胤栄の強引な家中統制に対する批判を避ける意味もあったとされる。隠居後、胤栄は「古市西」と称され、文明9年（1477年）10月には澄胤とともに合戦に出ている。永正2年（1505年）に67歳で死去。
風流人であり、淋汗茶湯と呼ばれる風呂と茶を愉しむ寄り合いを行ったことで知られ、澄胤と共に茶の湯の祖村田珠光の弟子になっている。古市氏の後裔が江戸時代、小笠原総領家（小倉藩主）の茶道頭をつとめたため、小笠原家茶道古流の祖として名があげられる。風流踊も好み、9歳の時には囃子手を務めている。文明元年（1469年）に風呂釜が壊れた際には修繕費用捻出のため、当時奈良において禁止されていた風流踊が踊れる小屋をつくり、入場料として6文をとった。この小屋は大盛況となり、3千人もの人々が集まった。安田次郎は「日本初の有料ダンスホール」であると評している。

## 系譜
天武天皇-舎人親王-御原王-小倉王-清原夏野-海雄-房則-業恒-広澄・・・・・古市胤晃-胤條-胤尋-胤尊-重胤-隆胤-藤勝-澄胤-胤慶-胤栄-胤勝-胤家-胤重-胤宗・・・・・